# Champseru
Santeuil ist eine französische Gemeinde mit 324 Einwohnern (Stand: 1. Januar 2022) im Département Eure-et-Loir in der Region Centre-Val de Loire (bis 2015 Centre). Die Gemeinde gehört zum Arrondissement Chartres und zum 2012 gegründeten Gemeindeverband Chartres Métropole. 

## Geografie
Champseru liegt im Norden der Landschaft Beauce, 14 Kilometer ostnordöstlich von Chartres und etwa 80 Kilometer südöstlich von Paris. Umgeben wird Champseru von den Nachbargemeinden Bailleau-Armenonville im Norden, Ymeray im Nordosten, Le Gué-de-Longroi im Osten, Umpeau im Süden und Südosten, Houville-la-Branche im Süden und Südwesten sowie Coltainville im Westen und Nordwesten.
Durch die Gemeinde führt die Autoroute A11.

## Bevölkerungsentwicklung
| Jahr                      | 1962 | 1968 | 1975 | 1982 | 1990 | 1999 | 2006 | 2013 |
| Einwohner                 | 174  | 162  | 167  | 241  | 260  | 302  | 305  | 287  |
| Quelle: Cassini und INSEE |      |      |      |      |      |      |      |      |

## Sehenswürdigkeiten

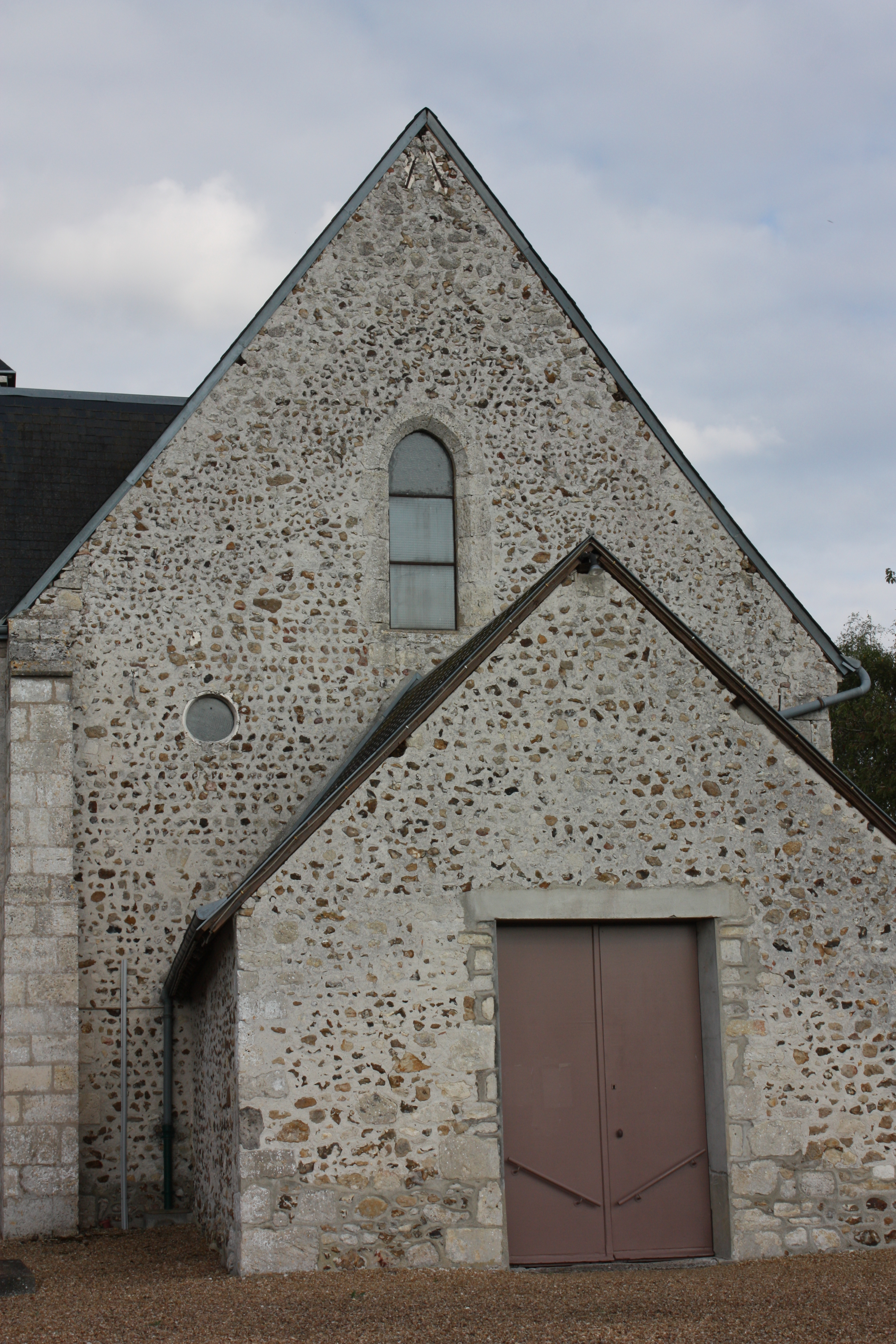
Kirche Saint-Martin

- Kirche Saint-Martin

## Persönlichkeiten
- Arsène Millocheau (1867–1948), Radrennfahrer